# Zamki Tarnopolszczyzny
Zamki Tarnopolszczyzny (ukr. Національний заповідник «Замки Тернопілля») – Rezerwat Narodowy w obwodzie tarnopolskim z siedzibą w Zbarażu. Powstał w styczniu 2005 roku w Państwowym Historyczno-Architektonicznego Rezerwatu, która działała od 1994 r.
- Zamek w Czortkowie
- Zamek w Jazłowcu
- Zamek w Krzywczach
- Zamek w Mikulińcach
- Zamek w Podzameczku
- Zamek w Potoku Złotym
- Zamek w Skale Podolskiej
- Zamek w Trembowli